# Gorkij-lakótelep
A Gorkij-lakótelep Salgótarján egyik lakótelepe, amely a folyamatos urbanizáció során egybeolvadt Zagyvapálfalva városrésszel. Kivitelezése az 1960-as évek közepén indult és az 1980-as évek végére épült ki teljes formájában; a terveket a Nógrád Megyei Építőipari Vállalat (NÁÉV) készítette. A lakótelep a belvárostól délre, a Pálfalva - patak - Bányagépgyár - 21-es főút háromszögben helyezkedik el.
Névadója Makszim Gorkij orosz drámaíró volt.
A lakótelep magában foglalja a Gorkij körúti domboldali beépítést, a Bányagépgyári lakótelepet és a Zöldfa úti részt.